# 成井清治
成井 清治（なるい せいじ、1941年（昭和16年））とは、栃木県芳賀郡益子町の「益子焼」の陶芸家である。
益子町で「益子焼」の歴史や、後進の若者たちに大きく影響を与えた「円道寺窯」の系譜である成井立歩、成井藤夫、成井恒雄たち「成井兄弟」の末弟である。

## 経歴
1941年（昭和16年）、益子焼の窯元である「円道寺窯」2代目当主・成井金治の4男として栃木県益子町に生まれる。
栃木県立真岡高等学校を中退した後、1958年（昭和43年）から兄・立歩に師事する。1960年（昭和45年）に築窯し独立した。
一時期は宇都宮のピアノ製作会社に勤務したり、ハワイアンバンドの一員として音楽も嗜んだ。また陶芸を学びに笠間や鎌倉にも足を運び、そして河井寛次郎にも影響を受けた事があるという。
1979年（昭和54年）、兄・藤夫が開いた「益子陶芸村」で陶芸家の店「炎の国」を開店した。
1981年（昭和56年）より、益子町からはるばる東京都荻窪に通いながら「よみうりカルチャーセンター（正式名称：読売文化センターユニオン）荻窪センター」で、益子に窯を構える陶芸家たちが講師となり、益子の陶土と釉薬を用いた「益子焼」の作陶を教える「益子陶芸」陶芸教室の講師を務めた（2024年（令和6年）現在終了している）。
そして2016年（平成28年）より、栃木県で定期的に兄である立歩や恒雄、甥の俊雄の「仕事」を紹介する「円道寺窯」展を開き始めた。
自由闊達な「円道寺窯」の気風を受け継いだためか、陶芸教室では、外見ばかり綺麗に見せようとするとかえって良い物が出来ないと「上手く作ろうと思ってはいけないよ」と生徒たちに言葉を掛けながら、思ったように出来ていないと感じるけれども、実はすごく良い物が出来ている時もある。そしてよちよち歩きの頃の作品も可愛らしくて良い物である。初めは子どものような作品でも、少しずつ大人になり壮年となり、その時々で良さが出る。そして土に向かっている時は冷める事無く、こういう器を作りたいんだ、という気持ちを込めて、一気に、なおかつフワッと挽く。作ったものは「心の財産」になる。そういう心持ちで教えていた。
そして講座の生徒たちの成長する姿や作品を見ながら、自分にもまだ先がある、と気持ちを新たにする事もあった。
自分の陶芸家としての基本は益子にある。「円道寺黒」と呼ばれた黒釉に立ち返ろうとしていた。自分が父の轆轤を挽く姿を見たのは母に背負われた背中からだった。その姿が無意識に残り、父の思い出を追いかけながら轆轤を挽いているのだろう、と語った。